# Чжан Цзицянь
Чжан Цзицянь (展 子 虔, 550 —617) — китайський художник часів династій Північна Чжоу та Суй.

## Життєпис
Народився у 550 році в області Бохай в сучасній провінції Хебей. Походив з північного сходу Китаю, народився в період царства Північне Ці, був живописцем при дворах царства Північне Чжоу та імперії Суй. Помер у 617 році.

## Творчість
Працював у станковому, монументального живопису і у всіх існуючих у той час жанрах: жень-у (人物, «живопис фігур», створюючи портрети, композиції на релігійні та побутові теми, що відтворювали палаци і сцени придворного життя, а також анімалістичні твори; та у пейзажі — шань-шуй (山水, «живопис гір і вод». Крім того, Чжан Цзицянь володів мистецтвом ліплення. Згідно з письмовими даними, Чжань Цзицянь виконав значне число стінописів в буддійських монастирях, зокрема Гуанмін-си, Лінбаоси, Юньхуаси, що знаходилися в самих різних місцях — на території сучасних провінцій Шеньсі, Хенань, Цзянсу і Чжецзян. Не виключено, що його пензлю належить кілька композицій у відомому печерному монастирі Могао (Дуньхуан).
Чжан Цзицянь виконав більше десяти станкових творів, зокрема «Чан'ань чемажень у ту» («Люди і колісниці, [запряжені] кіньми в Чан'янь»), «Цза гунюань ту» («Різні палаци і парки»), «Нань цзяо ту» («Південне передмістя», інший варіант перекладу «Південне передмісне святилище»). Ще кілька робіт майстра названі в трактаті початку XII ст. «Сюань-хе хуапу» («Каталог живопису [періоду правління під девізом] Сюань-хе»): «Шимату» («Десять скакунів»), «Цзеінту» («Швидкий яструб»), «Чжайгуату» («Збір гарбузів»), а також картина «Ши Ле вень дао ту» («Ши Ле запитує про Дао»), що зображувала, відомого військовика і державного діяча Ши Ле (274–333), а також портрет Ван Шичуна, відомого воєначальника епохи Суй. Втім усі вони є втраченими.
Відомо лише один твір Чжань Цзи-Цяня, що збереглося в копії XI–XII ст., «Ючунь ту» («Весняна прогулянка», 43х80, 5 см, шовк, фарби. Музей Гугун, м. Пекін). У ньому зображено вид обрамленої горами річки, що привертає до себе декоративністю. Його виконано в сіруватих, блакитних, зелених, синіх, жовтих і помаранчевих тонах. Регулярність в розташуванні планів гармонує з графічною гостротою ліній і ритмічністю силуетів. Окреслені чітким контуром скелі згруповані так званними «кулісами».
Домагаючись композиційної цілісності, Чжань Цзицянь разом з тим експериментує в області перспективи: художник виділяє ближній план, заповнений великими, різко окресленими будівлями і деревами; середній план, що складається зі скель та дерев меншого масштабу, та задній план, утворений зникаючими вдаличинь пагорбами.
Центр композиції відділено від ближнього плану річковим потоком, струмливим в легкому серпанку, що створює враження протяжності простору. Картина насичена безліччю фрагментів, які тонко пропрацювали, зокрема фігурками людей у світлому, святковому одязі, квітучими кронами сливових дерев, що підкреслюють величний масштаб гірського ландшафту та додають картині радісний настрій.